# شهدای محمدی
شهدای محمدی، روستایی در دهستان مهروئیه بخش مرکزی شهرستان فاریاب در استان کرمان ایران است.

## جمعیت
بر پایه سرشماری عمومی نفوس و مسکن در سال ۱۳۹۵، جمعیت این روستا برابر با ۵۶۲ نفر (۱۶۱ خانوار) بوده‌است.